# Pedro Vicente Álvarez de Toledo Portugal

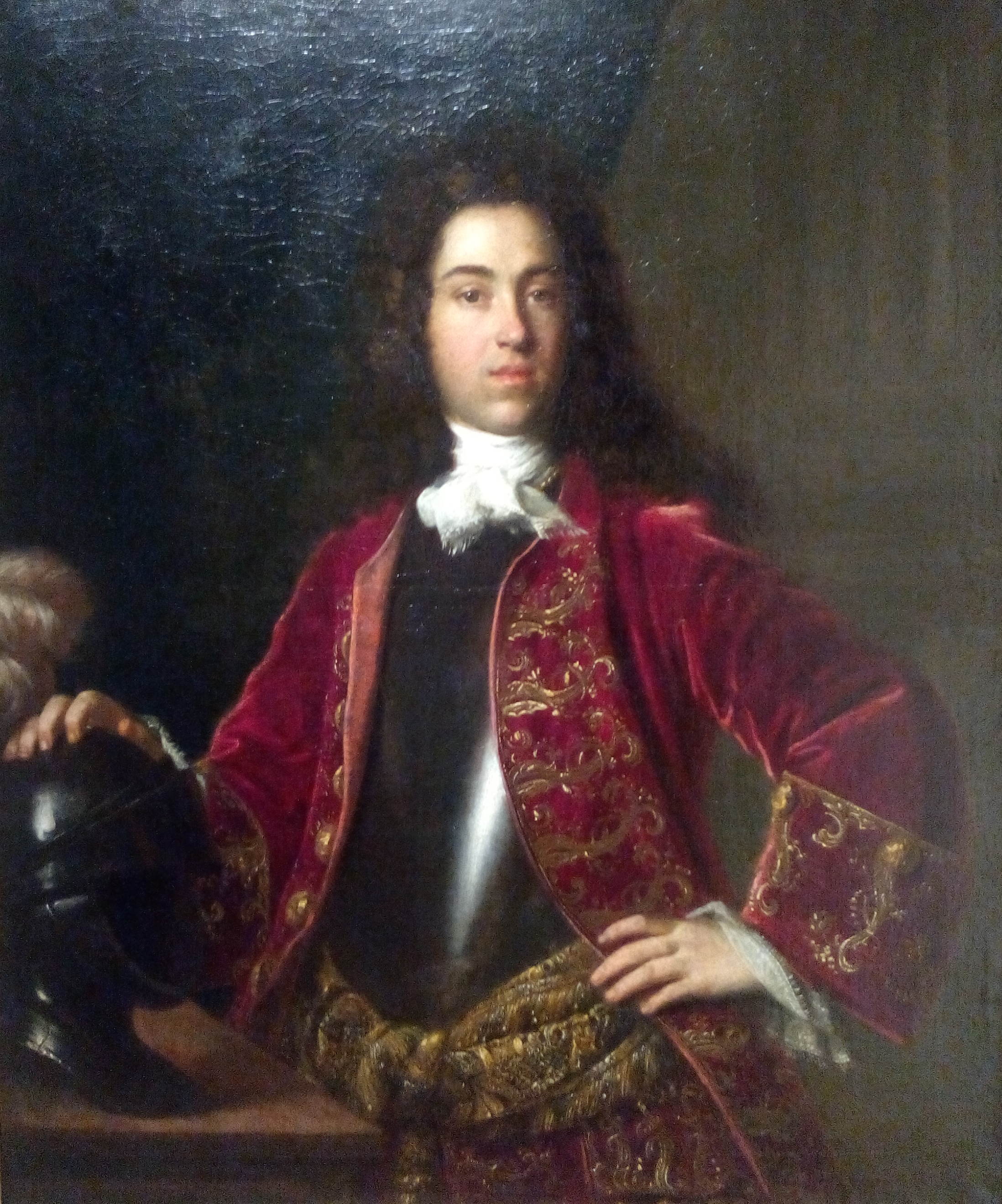
Pedro Vicente García Álvarez de Toledo y Portugal, conde de Oropesa (Museo Nacional de Arte Antiguo, Lisboa, Portugal).

Pedro Vicente Álvarez de Toledo Portugal (Guadalajara, 15 de julio de 1706-16 de julio de 1728) fue un noble español titulado X conde de Oropesa, VI marqués de Jarandilla, VII marqués de Frechilla y Villarramiel, V marqués del Villar de Grajanejos, IX conde de Alcaudete, VIII conde de Belvís y IX conde de Deleytosa y grande de España.

## Biografía
Fue hijo del segundo matrimonio de Vicente Pedro Álvarez de Toledo Portugal (1687-1729), IX conde de Oropesa, quien en 1705 casó con María de la Encarnación Fernández de Córdoba y de la Cerda, hija del marqués de Priego y nieta del duque de Medinaceli.  
Pedro Vicente Álvarez de Toledo Portugal falleció sin descendientes, a los veintidós años, diez días después del fallecimiento de su padre.
Fue sucedido por su hermana, Ana María Álvarez de Toledo Portugal (Barcelona, 6 de diciembre de 1707-1729), quien fue la fue XI condesa de Oropesa, X condesa de Alcaudete, IX condesa de Belvís, X condesa de Deleytosa, VII marquesa de Jarandilla, VIII marquesa de Frechilla y Villarramiel, VI marquesa del Villar de Grajanejos y grande de España.
- Datos: Q6070323